# パウル・アブラハム
パウル・アブラハム（Paul Abraham、マジャル語：Ábrahám Pál、1892年11月2日 - 1960年5月6日）は、オペレッタ作曲家。

## 生涯
ハンガリー（現在ヴォイヴォディナ）のアパティン出身。多くのオペレッタ作曲家と同じく、もともとは芸術音楽の分野で活動を開始。ブダペスト音楽院に学んでから10年の間は、宗教曲や弦楽四重奏曲、チェロ協奏曲を作曲した。ようやく36歳になって進路を見出し、人気のオペレッタに進出。こちらのほうがアブラハムの才能に合っていた。
ユダヤ系だったために、1933年にドイツを追われ、ベルリンの住居を捨てざるを得なかった。ウィーンとパリを経てニューヨークに亡命。アメリカ合衆国などでは映画音楽も作曲し、この分野でも評価された。1956年にドイツに戻るが、晩年は精神を病んでハンブルクの療養所に送られ、不遇であった。1960年に膝の手術の直後に他界した。

## 代表作
- 《お嬢様の夫 Der Gatte des Fräuleins》（1928年）
- 《ヴィクトリアと軽騎兵 Victoria und ihr Husar》（1930年）
- 《ハワイの花 Die Blume von Hawaii》（1931年）
- 《サヴォイの舞踏会 Ball im Savoy》（1933年）